# NMBS Type 25 (1884)
De Type 25 Belpaire was een stoomlocomotief ontworpen voor het trekken van goederentreinen. Omdat de locomotieven bijna uitsluitend kolentreinen trokken, kregen ze de bijnaam 'charbonnieres' (van het Franse charbon voor steenkool).
Niet te verwarren met elektrisch locomotief HLE 25.
De vuurkist werd ontworpen door Alfred Belpaire. 427 locomotieven werden gebouwd tussen 1884 en 1898. De eerste werden in 1894 uitgerust met dit type vuurhaard. De laatste locomotief van dit type werd uit dienst genomen in 1941 door de Nationale Maatschappij der Belgische Spoorwegen.
Een gerestaureerd exemplaar van een ketel met een Belpaire vuurkist is te bezichtigen in het Belgische treinmuseum Train World.

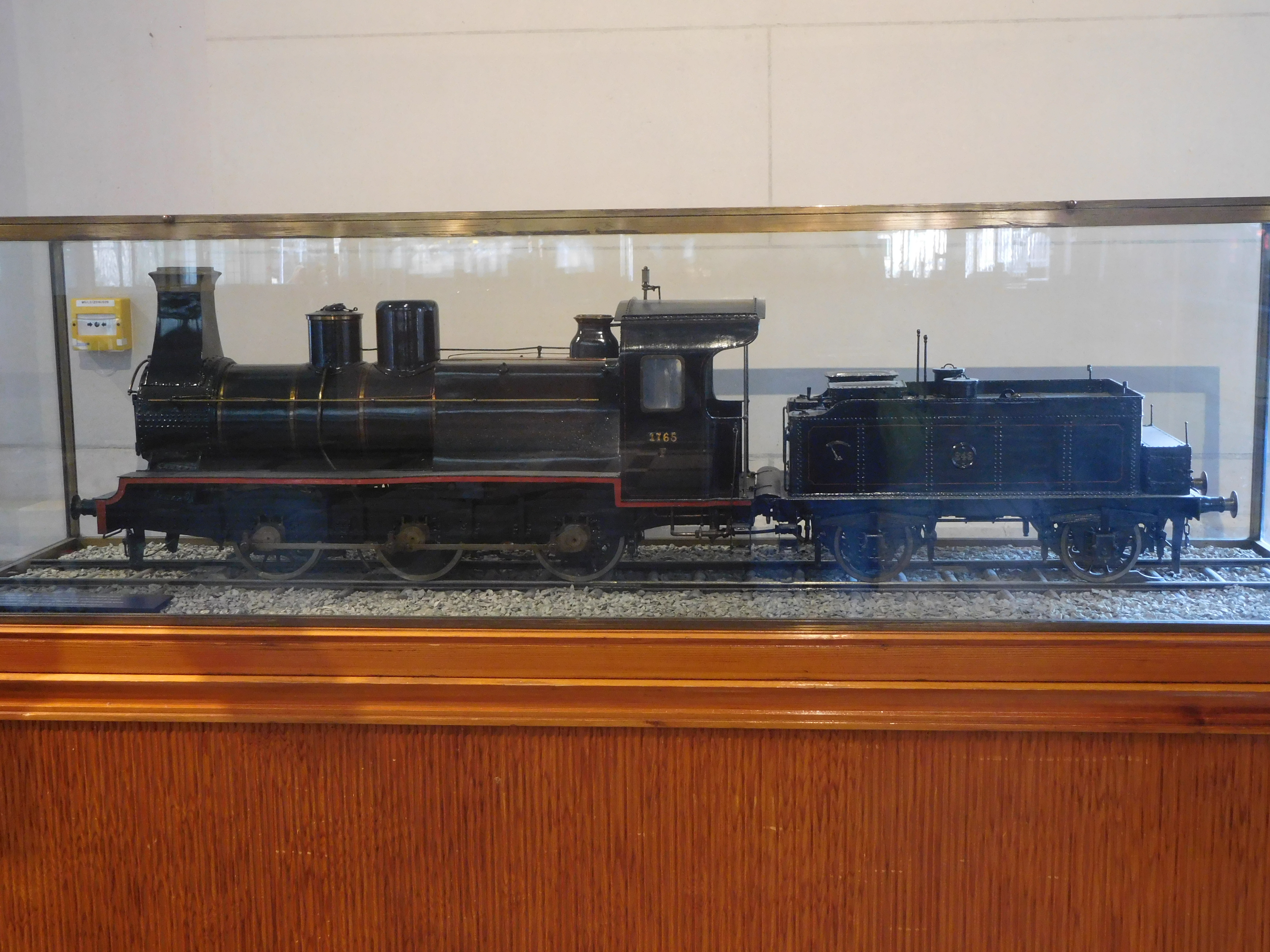
Schaalmodel in Train World.
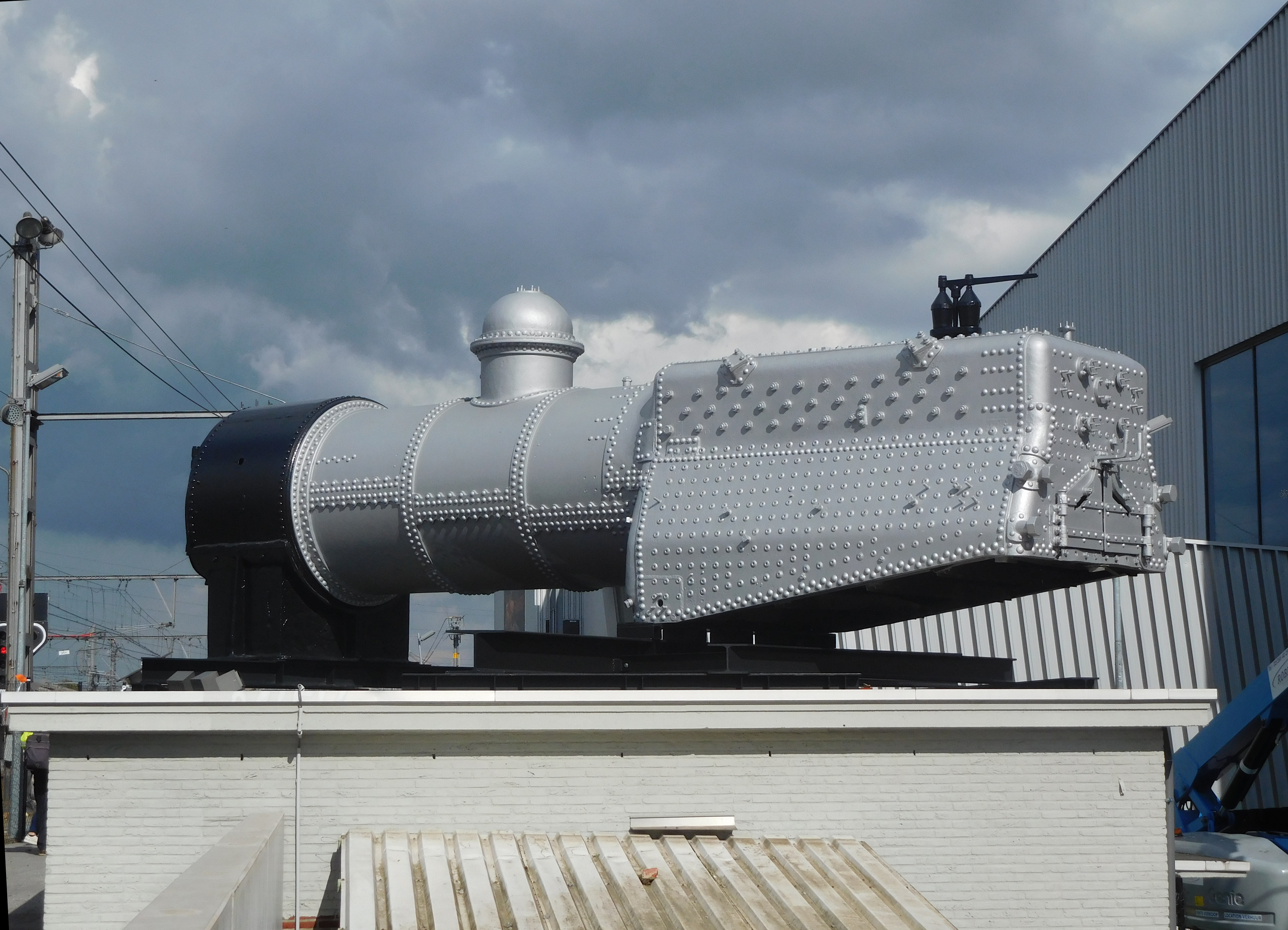
Ketel in Train World.
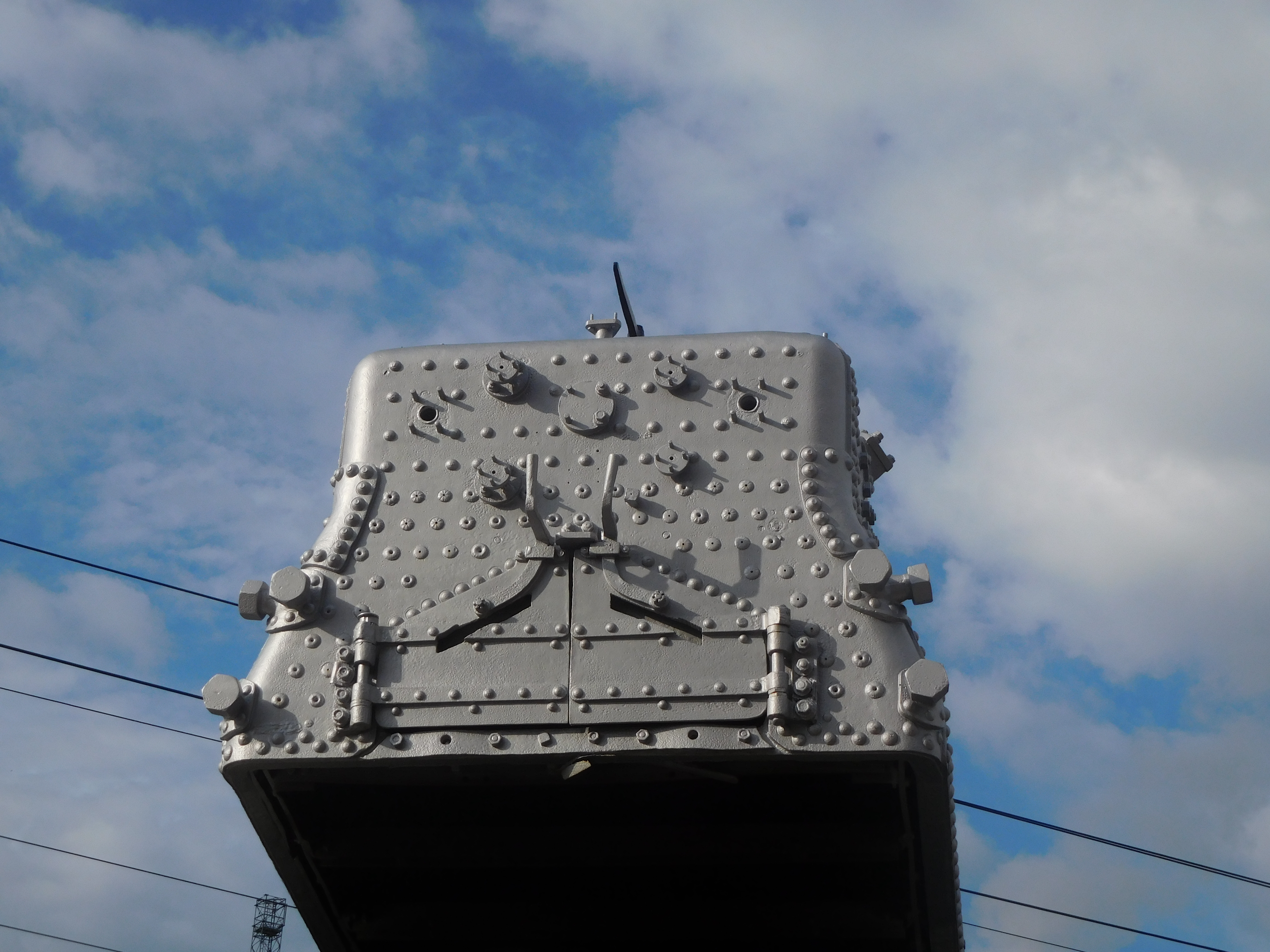
Deuren van de Belpaire vuurkist.

- totale lengte van de stoomketel: 7,75 m
- breedte ter hoogte van de vuurkist: 2,11 m
- breedte ter hoogte van de rookkast: 1,69 m